# Phobos-Grunt

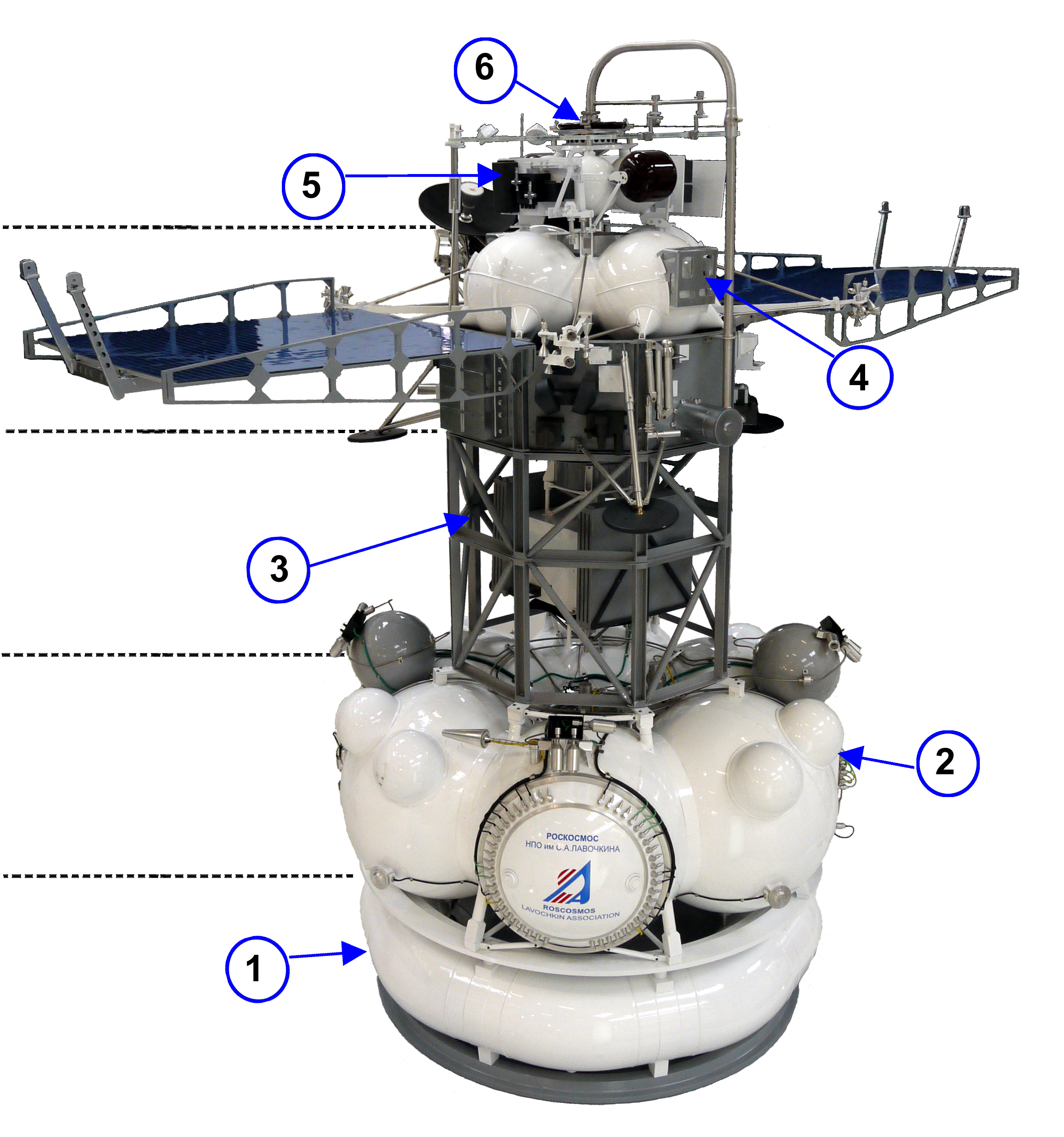
(1) Zusatztank für MDA
(2) Antriebseinheit MDU
(3) Yinghuo-1
(4) Landestufe
(5) Rückkehrstufe
(6) Probengefäß

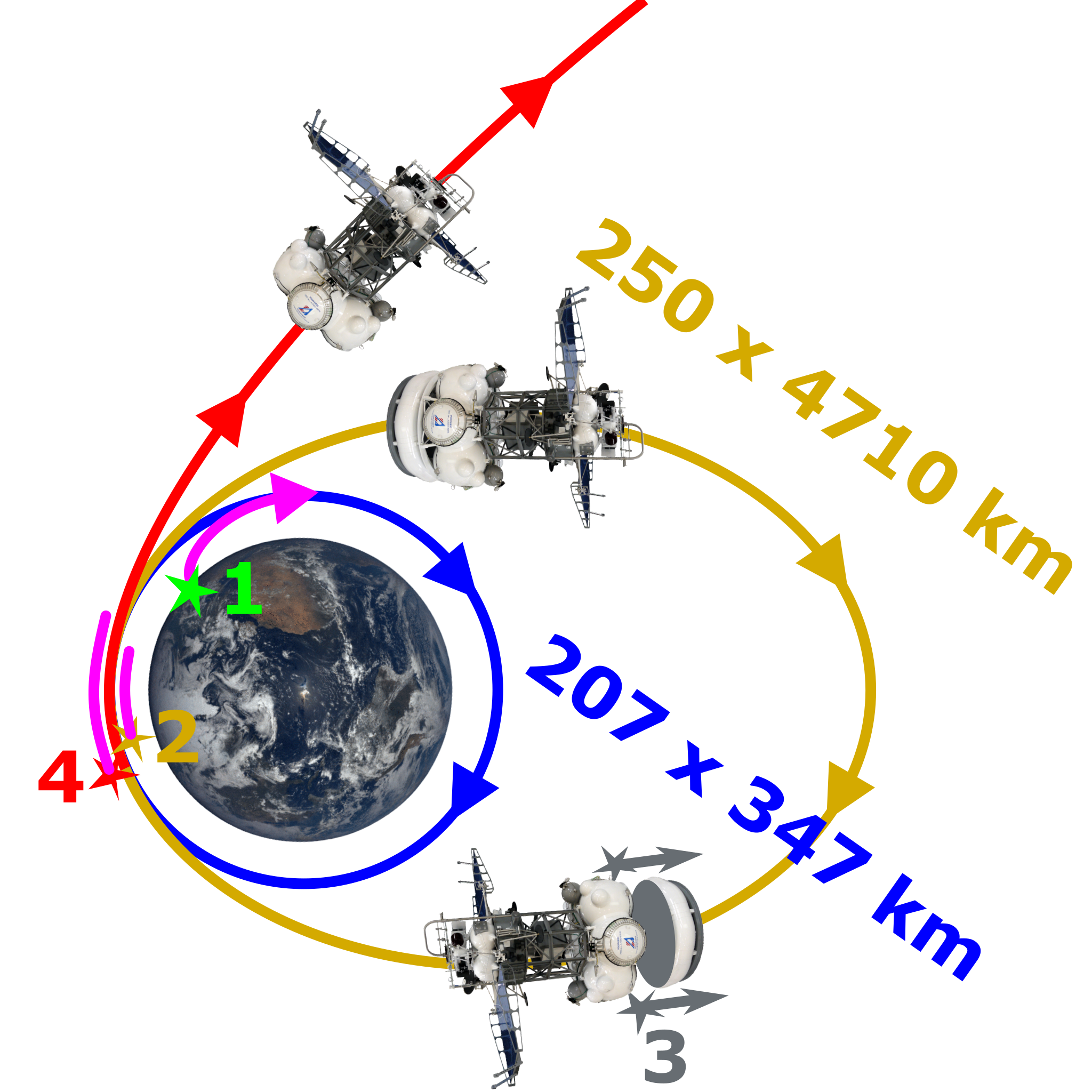
Geplanter Bahnverlauf bei Beginn

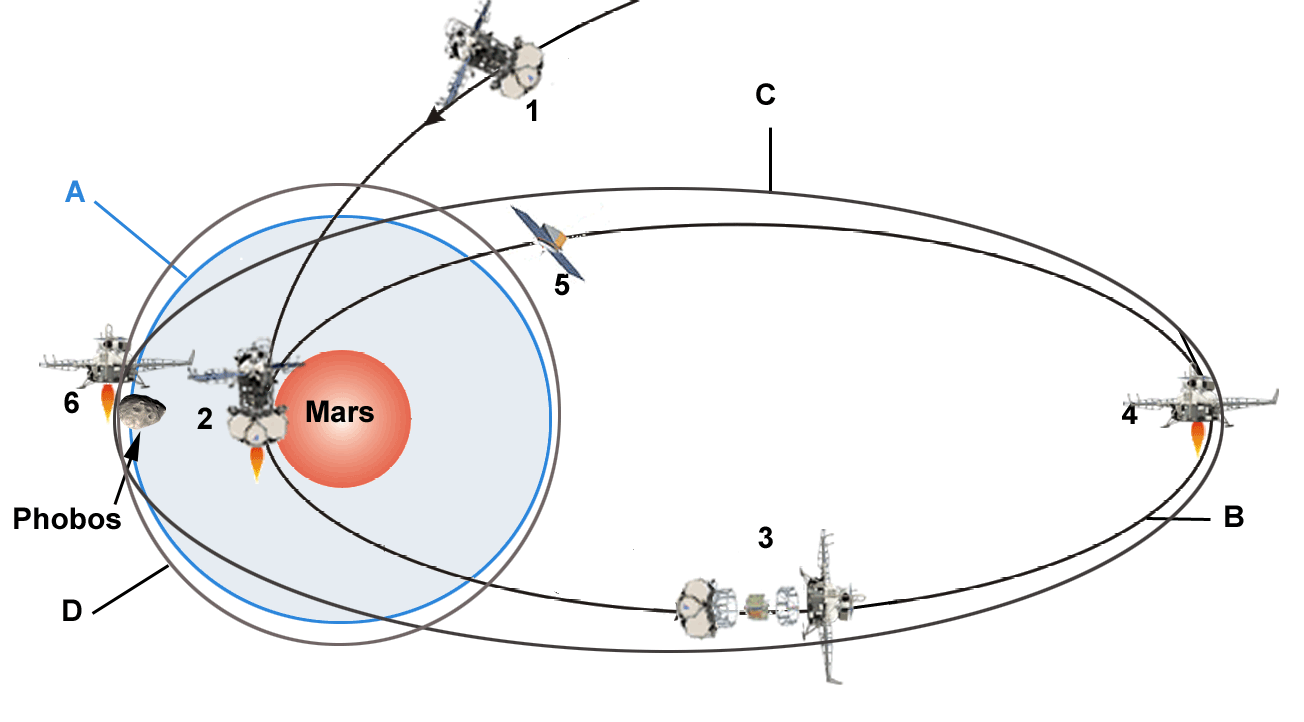
Geplanter Bahnverlauf am Mars

Phobos-Grunt (russisch Фобос-Грунт, Transkription Fobos-Grunt, übersetzt Phobos-Grund oder Phobos-Boden) war eine russische Raumsonde, die auf dem Marsmond Phobos (russisch Фобос, transkribiert Fobos) landen, dort Proben nehmen und in einer kleinen Rückkehrkapsel zur Erde bringen sollte (geplante sample return mission). Weiterhin sollte die auf dem Phobos verbleibende Landestation über längere Zeit den Mars und Phobos untersuchen. Die Mission scheiterte.
Nach dem erfolgreichen Start am 8. November 2011 befand sich Phobos-Grunt in einem Parkorbit um die Erde. Da der Einschuss in die Übergangsbahn zum Mars wegen einer nicht erfolgten korrekten Ausrichtung der Sonde unterblieb, konnte die Sonde den Parkorbit nicht verlassen. Am 15. Januar 2012 trat die Sonde in die Erdatmosphäre ein und verglühte über dem Ostpazifik.

## Entwicklung
Die Sonde wurde von NPO Lawotschkin entwickelt. Phobos-Grunt war die erste russische Marsmission nach den erfolglosen Phobos-Missionen und dem Fehlschlag von Mars 96 im Jahr 1996.
Die Entwicklung der Sonde lief 2001 an, wurde jedoch bis 2003 kaum finanziert, sodass der ursprünglich geplante Starttermin im Jahr 2007 nicht gehalten wurde. Erst ab 2004 wurden für Phobos-Grunt ausreichend Gelder von der russischen Regierung bereitgestellt, sodass man mit dem Auswählen von wissenschaftlichen Instrumenten und dem Bau von ersten Komponenten beginnen konnte. Ende 2005 wurde schließlich ein Start der Sonde im Oktober 2009 anvisiert. Russland und die VR China sprachen im Juni 2005 über eine Zusammenarbeit bei diesem Projekt. Im August 2006 bestätigte Ye Peijian von der Chinesischen Akademie für Weltraumtechnologie, dass es eine Kooperation geben werde. Später wurde bekanntgegeben, dass Phobos-Grunt den chinesischen Mikrosatelliten Yinghuo-1 mitnehmen und in der Nähe des Mars aussetzen sollte; dieser sollte dann eigenständige Untersuchungen vornehmen. Die chinesische Sonde hatte die Aufgabe, den Mars zu umrunden, während das russische Landegerät auf dem Mond Phobos landen sollte, um dort Bodenproben zu entnehmen. Einige der Geräte auf dem Lander waren von der Polytechnischen Universität Hongkong entwickelt worden. Es gab auch Pläne, zwei MetNet-Marslandungssonden als Nutzlast mitzunehmen.
Die ursprünglichen Planungen sahen für Phobos-Grunt einen Ionenantrieb vor, der jedoch durch einen gewöhnlichen chemischen Antrieb ersetzt wurde. Dadurch wurde die Sonde zwar schwerer, das heißt, es konnte weniger wissenschaftliche Nutzlast mitgenommen werden, aber die Flugzeit zum Mars hätte sich von etwa 18 auf 11 Monate reduziert.
Der Start war zuerst für Oktober 2009 geplant. Nur wenige Wochen davor wurde die Mission auf 2011 verschoben. Als Grund wurde der enge Zeitplan angegeben, der nicht genügend Raum für ausgiebige Tests ließ.

## Ablauf der Mission

### Geplanter Ablauf
Der Transfer zum Mars sollte ungefähr 11 Monate dauern. Nach dem Eintritt in die Marsumlaufbahn hätte Phobos-Grunt sich über eine längere Zeitperiode allmählich Phobos nähern und dabei den Marsmond, aber auch den Mars selbst mit ihren Instrumenten erfassen sollen.

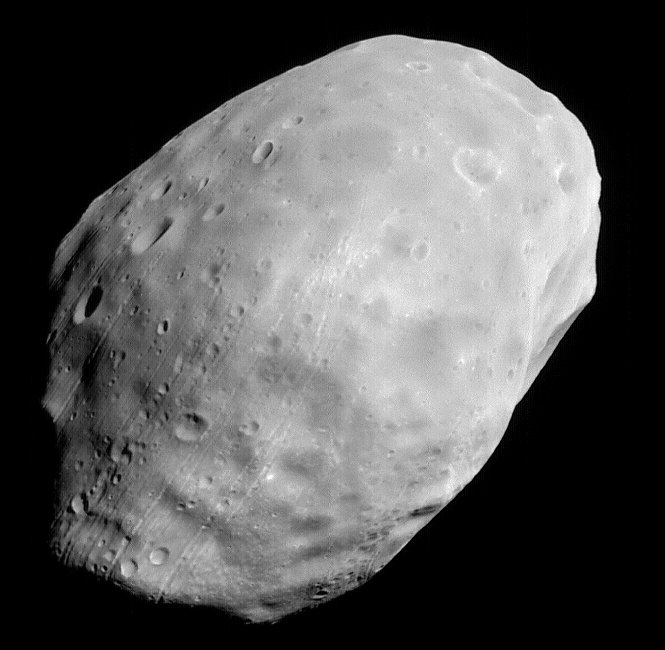
Phobos hat etwa die Durchmessermaße 26,8 × 22,4 × 18,4 km und eine Oberfläche von ca. 6.350 km².

Nachdem die Sonde nah genug an Phobos herangekommen und ihre Relativgeschwindigkeit zu dem Marsmond vernachlässigbar klein geworden wäre, hätte sie im Februar 2013 eine Landung versuchen sollen. Mit dem Vorbeiflug der Sonde Mars Express im März 2010 wurden bereits Landeplätze ausgewählt. Wäre dann die Landung geglückt, wären mit einem Bohrgerät ungefähr 200 bis 400 Gramm Bodenproben entnommen worden, die in einer kleinen, acht bis neun Kilogramm schweren Rückkehrkapsel, hermetisch verpackt, gelagert worden wären. Die Kapsel wäre kurz darauf mit einer etwa 270 kg schweren Rückkehrrakete zunächst in einen Marsorbit gebracht worden, um dann von dort Richtung Erde zu starten. Die Ankunft der Kapsel auf der Erde war für August 2014 geplant. Die auf Phobos gebliebene Landestation hätte weitere Messungen an ihrer Landestelle durchgeführt, außerdem hätte sie von der Mondoberfläche aus auch den Mars beobachten können.

### Tatsächlicher Ablauf
Phobos-Grunt wurde am 8. November 2011 um 20:16 UTC mit einer Zenit-2SB-Rakete in eine niedrige Erdumlaufbahn gestartet. Die Sonde war mit einer von der Fregat-Oberstufe abgeleiteten Antriebseinheit namens MDU ausgestattet, die die Raumsonde auf die Reise zum Mars schicken und auch das Einbremsen in die Marsumlaufbahn hätte übernehmen sollen. Die Sonde hatte einschließlich Antriebseinheit MDU eine Masse von 13.200 kg mit Treibstoff. Wegen eines Fehlers war jedoch am 8. November 2011 der Einschuss in die Mars-Transferbahn nicht erfolgt und die Sonde in der Erdumlaufbahn verblieben.
Weder Phobos-Grunt noch die Bodenstationen waren jedoch auf eine Kommunikation in der niedrigen Erdumlaufbahn ausgelegt. Kontaktaufnahmen seitens der russischen Stationen blieben erfolglos, weder konnten Steuerungskommandos übertragen werden, noch wurden Telemetriedaten empfangen.
In der niedrigen Erdumlaufbahn dauert ein Überflug über eine Bodenstation nur wenige Minuten. Stark bündelnde Satellitenantennen müssen in dieser Zeit zudem nachgeführt werden, um eine Verbindung zur Sonde aufzunehmen. Aus diesem Grunde wurden an einer 15-m-ESTRACK-Antenne der ESA in der Nähe des australischen Perth Veränderungen vorgenommen, um Verbindung zur Sonde aufzunehmen, während sie von der Sonne beschienen wurde und von den Solarzellen Energie bekam. Ein Kontaktversuch am 22. November um 20:25 UTC war schließlich erfolgreich.
Weitere Versuche scheiterten jedoch, und am 2. Dezember 2011 gab die ESA die Sonde auf. Auch Roskosmos strebte nun nur noch einen kontrollierten Absturz an. Die 10 Mikrogramm Cobalt-57 aus einem Experiment sollten dabei keine Gefahr darstellen.
Am 15. Januar 2012 trat Phobos-Grunt um 18:45 Uhr MEZ in die Erdatmosphäre ein und verglühte über dem Pazifik. Nach Angaben der Nachrichtenagentur RIA Novosti schlugen Überreste ca. 1.250 Kilometer westlich der Insel Wellington in den Pazifik ein (46° 0′ S, 87° 0′ W).
Die Untersuchung zur Unfallursache ergab, dass bei der Bordelektronik der Sonde Bauelemente verwendet worden waren, die nicht für Weltraumanwendungen zertifiziert waren.